# George Alencherry
George Alencherry (Kottayam district, 1945. április 19. –) szír-malabár katolikus pap, az Ernakulam-Angamaly szír-malabár főegyházmegye nyugalmazott nagyérseke, a Szír-malabár Egyház Szinódusának nyugalmazott elnöke, bíboros.
A szír-malabár egyház szent zsinata 2011-ben választotta meg Varkey Vithayathil (1999-2011) utódjául. XVI. Benedek pápa 2012. február 18-án bíborossá kreálta. Thuckalay első püspöke volt 1997-től 2011-ig, mielőtt nagyérsekké iktatták volna be.

## A kezdetek, pályafutása
Mary és Philipose Alencherry tíz gyermeke közül hatodikként született. A Geevarghese keresztnevet kapta. Alencherry a Thuruthy-i Szent Mária általános iskolában, majd a Changanassery-i Szent Berchman középiskolában tanult. 1961-ben belépett az érseki kisszemináriumba Parelban. Miközben ott tanult, a Szent Berchman Főiskolán közgazdaságtanból szerzett alapdiplomát. Filozófiai és teológiai tanulmányait az aluvai Szent József Pápai Szemináriumban végezte.
1972. december 18-án Antony Padiyara, a Changanacherry-i főegyházmegye érseke pappá szentelte a Thuruthy-i Szent Mária templomban. Tanulmányait a Pápai Teológiai és Filozófiai Intézetben folytatta, ahol mesterdiplomát szerzett. Amíg Alencherry Aluvában tanult, az Ernakulam-Angamaly-i főegyházmegye Periyarmugham filiális templomában szolgált. Aluvai tanulmányai befejezése után Alencherryt a changanacherryi székesegyház segédlelkészévé és a főegyházmegye hitoktatási osztályának igazgatójává nevezték ki. Ezt követően három évig a Keralai Katolikus Püspöki Tanács (KCBC) Katekizmus Bizottságának titkáraként szolgált. Ezután Párizsban tanult a Sorbonne Egyetemen és a Katolikus Intézetben, ahol biblikus teológiából doktorált. 1986-ban visszatért Indiába és a Palarivattonban működő Keleti Pasztorális Központ (POC) igazgatójává és a KCBC titkárhelyettesévé nevezték ki, és 1993-ig töltötte be ezt a tisztséget. Ezekben az években a Vadavathoor-i Szent Tamás Apostoli Szeminárium professzora is volt, ahol 1997-ig dolgozott. 1994-től 1996-ig a Changanacherry-i főegyházmegye protoszincellusa, ami nagyjából a latin egyházban az általános helynöki tisztségnek felel meg.

## Egyházi szolgálat

### Thuckalay püspöke
II. János Pál pápa 1996. november 11-én az Apud Indorum pápai bullával felállította a Thuckalay egyházmegyét. Az egyházmegye a Changanassery főegyházmegye területének leválasztásával jött létre, amely Tamil Nadu állam egyes részeit foglalta magába. Alencherryt nevezték ki az új egyházmegye püspökévé. Az egyházmegye létrehozását és Alencherry kinevezését 1996. december 18-án hirdették ki. Alencherryt 1997. február 2-án szentelte püspökké Joseph Powathill, Changanassery metropolita érseke, társszentelői Mathew Vattackuzhy, Kanjirappally püspöke és Lawrence Aprem, Marthandam püspöke voltak. Ugyanezen a napon iktatta be hivatalába Varkey Vithayathil, a szír-malabár egyház nagyérseke.

### Nagyérsek
2011 májusában a szír-malabár katolikus egyház püspöki szinódusa Alencherryt választotta Varkey Vithayathil utódjául Ernakulam-Angamaly érsekének és a szír-malabár egyház vezetőjének. Megválasztását a pápa is jóváhagyta, és egyidejűleg jelentették be Rómában és a május 26-i szinóduson. Ő volt a szír-malabár egyház első olyan vezetője, akit a szinódus választott meg. Alencherry kijelentette, hogy szolgálata India egész népéért lesz, hangsúlyozva a keresztények közötti ökumenikus kapcsolatokat és a más vallásokkal való harmóniát.
2012. február 18-án XVI. Benedek pápa a Szent Péter-bazilikában tartott szertartáson bíborosi rangra emelte Alencherryt, és ezzel a San Bernardo alle Terme templom bíboros papjává tette.
Alencherry római látogatása az említett konzisztóriumon egybeesett az Enrica Lexie fedélzetén tartózkodó olasz kereskedelmi tengerésztisztek letartóztatásával, akik lelőttek és megöltek két keralai halászt egy halászhajón. Alencherry az Agenzia Fides olasz hírszolgálatnak adott nyilatkozatot, miszerint „Ezt az eseményt ki kell vizsgálni: ha van bűnös cselekedet, azt jogilag kell kezelni, és a bűnösöket meg kell büntetni. Teljes mértékben tiszteletben kell tartanunk az igazságot és az igazságszolgáltatást.” Tagadta, hogy érdeke lenne közvetítőként szolgálni. Korábban idézték, hogy egyes keralai politikusokat azzal vádolt, hogy saját céljaikra használják ki az incidenst, és úgy tűnt, hogy aktívon törekszik a vita megoldására. Indiába való visszatérése után fenntartás nélküli együttérzését fejezte ki a halott halászok családjainak, és minden egyéb félreértést a Fides által idézett félreértéseknek tulajdonított.
2012. április 21-én Alencherryt a Hittani Kongregáció és a Keleti Egyházak Kongregációjának tagjává választották.
Alencherry választójogú bíborosként vett részt a 2013-as konklávén, amelyen Ferenc pápát megválasztották. A konklávé során Alencherry egyike volt a négy latin egyházon kívüli választójogú bíborosnak, akik a saját egyházuknak megfelelő, különböző miseruhát viseltek.
A katolikus ingatlanok elleni támadássorozatot követően 2015. február 17-én Narendra Modi indiai miniszterelnök, aki a két új indiai szentet avató ünnepségen beszélt, határozottan támogatta „minden vallás egyenlő tiszteletét” és elítélte a felekezeti erőszakot, de Alencherry figyelmeztetett, hogy a javasolt áttérésellenes törvények ellentmondanak ennek a retorikának.
2017. december 8-án angioplasztikán esett át.
Az Ernakulam-Angamaly főegyházmegye belső vizsgálata megállapította, hogy nagy veszteségeket szenvedett el az Alencherry által az eljárási biztosítékok betartása nélkül kötött spekulatív ingatlanügyleteken. A főegyházmegye papi tanácsa felszólította a pápát, hogy lépjen fel Alencherryvel szemben, és 2018 februárjában a szír-malabár egyház szinódusa – nyilvánvalóan Alencherryvel egyetértésben – megvonta Alencherry hatáskörét a főegyházmegye igazgatási és gazdasági ügyei felett. Megengedte neki, hogy továbbra is gyakorolja lelkipásztori és liturgikus feladatait. Ettől kezdve lemondásáig a főegyházmegye pénzügyi ügyeiért való felelősség egy sor, a szinódus vagy Ferenc pápa által kijelölt prelátusra szállt át.
2019 decemberében Alencherryt választották meg a Kerala Katolikus Püspöki Tanács, a katolikus püspökök állami szintű szervezetének vezetőjévé. Ez a lépés később bírálatot váltott ki a hívők egy részéből az egyházban, mivel egy 2016-os földügylet ügyében korrupciós vádakkal illették. A Keralai Katolikus Püspöki Konferencia elnökeként az összes katolikus kórházat megnyitotta és elérhetővé tette a Covid-19 betegek kezelésére.
2019 decemberében Alencherry felszólította az uniós kormányt, hogy vizsgálja felül a 2019. évi állampolgársági (módosító) törvényt, mondván, hogy a törvény számos területen nem egyértelmű. Azt mondta: „A problémák nem válhatnak közösségivé. Nem szabad, hogy konfliktus legyen a vallások vagy az államok között” és azt mondta, hogy reméli, hogy a kormány ugyanennek a törvénynek egy enyhített változatát fogja bevezetni. Alencherry megkapta a Bháratíja Dzsanatá Párt (BJP) által terjesztett, a CAA-t támogató röpiratot 2020 januárjában.
2021 januárjában Alencherry bíborost Baselios Cleemis és Oswald Gracias bíborosokkal együtt fogadta Narendra Modi miniszterelnök, és közvetítette a keresztény közösség panaszait.
Bejelentette lemondását a szír-malabár katolikus egyház főpásztori tisztségéről 2023. december 7-én. Ferenc pápa november 29-én kelt, lemondását elfogadó levelét még aznap nyilvánosságra hozták.

## Nézetei

### A szír-malabár egyház joghatóságának kiterjesztése
2011-ben Alencherry „egy India egész területére kiterjedő területi joghatóság” felállítását szorgalmazta, hogy a szír-malabár egyház szolgálhassa India legnagyobb városaiban élő, növekvő közösségeit. Ezt „a Szentatyához intézett egyik fellebbezésünknek” nevezte, és az ősi jogok gyarmatosító birtoklásán alapuló érvelést mutatott be. Azt mondta:
Úgy gondoljuk, hogy ez a mi jogunk. A nyugati misszionáriusok megérkezése előtt – a portugálok a XVI. században érkeztek – a mi „Szent Tamás katolikus keresztényeinek” joghatósága egész Indiára kiterjedt. Aztán a nyugati misszionáriusok, az európai uralkodók befolyása miatt, átvették India joghatóságát, és a mi joghatóságunkat azokra a területekre korlátozták, ahol jobban koncentrálódtunk.
Ferenc pápa 2017 októberében válaszul létrehozta a Shamshábádi egyházmegyét, amely India minden olyan területét felöleli, amely egyébként nem tartozik egy meglévő egyházmegye joghatósága alá. Az új egyházmegye 2018-as beiktatását „történelmi győzelemként” üdvözölték, 2020 decemberében pedig Alencherry főegyházmegyéjének szuffragáneusává tették.

### Keresztény egység és péteri szolgálat
A katolikus egyház a Keresztény Egységtörekvés Tanácsán keresztül már megkezdte a párbeszédet a primátusról. Úgy gondolom, hogy folytatnunk kell a párbeszédet, és közös megegyezésre kell törekednünk a keleti egyházakkal, ahogyan az a kereszténység első négy évszázadában is történt. Abban az időben volt egy közös felfogás a primátusról. Most az ortodox egyház azzal érvel, hogy lehetetlen visszamenni a Khalkádóni zsinat előtt teológiához, mert nem rendelkezünk semmilyen dokumentummal abból a korszakból. Én azonban úgy gondolom, hogy a khalkédóni korszakot követően dokumentumokból és nyilatkozatokból lehetőség lenne a párbeszédre és a péteri tisztséggel kapcsolatos egyetértésre. Mert ott van a primus inter pares kifejezés. Mindannyiunknak szükségünk van az egységet szolgáló péteri szolgálatra, amely az összes egyház számára hivatkozási alap. Remélem, hogy sikerül egy olyan félutat találni, ahol a katolikus egyház és az ortodox egyházak teljes közösségbe kerülhetnek Krisztus egyházával.

## Ellentmondások

### Liturgiaegyesítés és latinizációs vita

#### Történelmi áttekintés
A szír-malabár liturgia az 1599-es diamperi zsinat után erősen latinizált állapotban volt. Az Angamaly főegyházmegyét, a szír-malabár egyház ősi metropolitai székét, a Goa-i latin katolikus főegyházmegye szuffragáneus egyházmegyéjévé degradálták, és az egész indiai joghatóságot megszüntették. Bár a szír nyelvet megtartották a szent nyelvként, a liturgikus könyveket úgy módosították, hogy azok nagyon hasonlítsanak a római rítushoz. Több mint három évszázadon keresztül a malabár katolikusokat latin hierarchia irányította. A kulturális hegemóniát általában a pápaság és a Hitterjesztési Kongregáció támogatta.
1934-től kezdve a pápák ösztönözték az eredeti liturgikus hagyományokhoz való visszatérés folyamatát, ami a szír-malabár katolikusok között véleménykülönbségeket eredményezett. A II. Vatikáni Zsinatot követően az Ernakulami főegyházmegye – Joseph Parecattil vezetése alatt – és annak egyházi tartománya az egyetemes egyházhoz hasonlóan a mise celebrálásában a rubrikára váltott és a nép felé fordult (versus populum). A főegyházmegye az egységes indianizált, beleértve a kiválasztott indiai szokásokat átvette a szír-malabár egyház számára. Ezt a lépést a Keleti Egyházak Kongregációja és a Changanacherry főegyházmegye ellenezte. Ez liturgikus és ideológiai széthúzást eredményezett a szír-malabár egyházon belül.
1992-ben a szír-malabár katolikus egyházat nagyérseki egyházzá emelték, amelynek Ernakulam az elsődleges székhelye. 1999-ben a szír-malabár egyház szinódusa az akkori főpásztor, Varkey Vithayathil érsek vezetésével mindkét frakció véleményének figyelembevételével (50:50) kidolgozott egy rubrikaformulát. A mise ünneplésének új mintája a szinódusi forma néven vált ismertté, amelyben az eucharisztikus ima előtti és utáni rész a nép felé fordulva (versus populorum) az eucharisztikus imát pedig kelet felé (ad orientem) ünnepelt. A formulát azonban néhány egyházmegye papjai és laikusai elutasították, kezdve Jacob Thoomkuzhy egyházmegyéjével. Maga Varkey Vithayathil nagyérsek is kénytelen volt diszpenzációt aláírni a saját főegyházmegyéjében, Ernakulam-Angamalyban.

#### Alencherry kísérletei
Alencherry beiktatásától kezdve hangsúlyozta a szentmise celebrálásában a rubrikális egységesség szükségességét, és kifejezte, hogy ez a legfontosabb feladata. Próbálkozásai azonban az Ernakulam-Angalamy főegyházmegye papjainak és laikusainak tiltakozásába ütköztek. Időközben sikerült meggyőznie a szír-malabár egyház szinódusát, hogy hozzon törvényt a rubrikális egységességről és több egyházmegyét is bevonjon az 1999-ben hozott döntés végrehajtásába. A 2020-as szinódus jóváhagyta a liturgia felülvizsgált formáját, amelyet 2021-ben a pápa és a szinódus is megerősített. Eközben az Ernakulam-Angamaly főegyházmegyében több pap és laikus vezetésével tiltakozások törtek ki. Ezt követte a földcsalási vád, amely Antony Kariyil nagyérseki metropolitai helynöki beiktatásához vezetett. A metropolitai helynök, aki a főegyházmegye rendes igazgatásáért felelős, 2021 novemberében találkozott a pápával és felmentést adott ki a szinódus által a nép felé fordulva rubrika kérdésében hozott határozat alól. Kezdetben néhány másik egyházmegye is ezt az utat követte, de később visszavonták a diszpenzációt. Antony Kariyil azonban az Ernakulam-Angamaly-i papok és laikusok nagy részével állt ki, így gyakorlatilag fenntartotta a nép felé fordulva rubrikát a szentmise celebrálásában.

### Földügylet-vita és az ernakulami papok lázadása
Márciusban a városi rendőrség vizsgálatot indított az ingatlanügyletek ügyében, miután egy laikus katolikus magánszemély feljelentést tett Alencherry, két pap és egy ingatlanügynök ellen. A Keralai Legfelsőbb Bíróság megállapította, hogy bizonyítékok utalnak bűnös összeesküvésre, hűtlen kezelésre és bizalomvesztésre. A Keralai Legfelsőbb Bíróság egyszemélyes bírája úgy ítélte meg, hogy a panaszosnak volt kereshetőségi joga, mivel a szóban forgó ingatlan nem magántulajdon volt, hanem olyan vagyon, amelyet Alencherry gondnokság alatt tartott. 2018. március 16-án a Keralai Legfelsőbb Bíróság osztott bírói tanácsa felfüggesztette a rendőrségi nyomozást elrendelő bírósági végzést, mivel a panaszos anélkül kérte a végzést, hogy előzetesen lehetővé tette volna a rendőrség számára, hogy lefolytassa eljárását, és eltávolította az egyszemélyi bíró néhány szóbeli megjegyzését, amelyben visszaélt az egyházfő egyházi hatáskörével. Még abban a hónapban egy 90 papból álló csoport utcai tüntetést szervezett, amelyben felszólította Alencherryt, hogy a jogi eljárás lezárásáig álljon félre, míg több mint 200 laikus válaszul tüntetést szervezett Alencherry támogatására. A Vatikán megfelelő szerepét és a beavatkozás elmulasztását is elítélték és megvédték.
2018. június 22-én Ferenc pápa Alencherry ajánlására Jacob Manathodath-t, Palghat püspökét nevezte ki az Ernakulam-Angamaly főegyházmegye sede plena apostoli kormányzójává.
2019 áprilisában a Kakkanadi Igazságügyi Elsőfokú Magisztrátusi Bíróság büntetőfeljelentést tett Alencherry ellen törvénysértések és az egyházi földszerződések tömeges egyenlőtlenségei miatt. Az ernakulami elsőfokú bíróság 2019. augusztus 24-én úgy döntött, hogy Alencherry, valamint a főegyházmegye korábbi pénzügyi tisztviselője és egy ingatlanügynök ellen vádat emelnek. A Joseph Injodey-bizottság, amelyet Jacob Manathodath apostoli kormányzó püspök hozott létre az ingatlanügyletek kivizsgálására, 2019 márciusában nyújtotta be megállapításait Manathodath püspöknek, aki továbbította azt Sandri bíborosnak, a Keleti Egyházak Kongregációja prefektusának Rómába. A jövedelemadó-osztály 3 millió rúpia bírságot szabott ki a szír-malabár egyház ernakulam-angamaly érsekére a 2013 áprilisa és 2018 márciusa között történt vitatott földvásárlások miatt. A vizsgálat során a hivatal felfedezte, hogy a földeladások során adóelkerülési kísérletek történtek, és a telkeket alacsonyabb összegekért jegyezték be, míg az eladás nagyobb összegekért történt. Ezután Antony Kariyil mandyai püspököt nevezték ki a főpásztor püspöki helynökévé és a személyi érsek címet adták neki. 2019. június 27-én Alencherry visszatért az Ernakulam-Angamaly főegyházmegye élére, miután a Vatikán megszüntette az apostoli kormányzó kinevezését.
A földügyletekkel kapcsolatos vitát a KPMG, a Vatikán által megbízott magán könyvvizsgáló cég vizsgálta. A KPMG 2019-es jelentéséből kiderült, hogy a vizsgálat az átláthatóság hiányát állapította meg a földügyletek ügynökeinek kinevezésében. Laikus aktivisták polgári és jogi lépéseket tettek az ügyben, valamint eljárást George Alencherry ellen, aki az egyházmegye vezetője volt. 2020 decemberében az ügyet vizsgáló rendőrségi csoport jelentést nyújtott be az ernakulami főbíróságnak, mely szerint nincs bizonyíték arra, hogy George Alencherry összeesküvést vagy túlzott haszonszerzést követett volna el az ügyben.
A Keralai Legfelsőbb Bíróság 2021 augusztusában elutasította Alencherry beadványát, amely arra irányult, hogy az alacsonyabb szintű bíróság ítéletét megtámadó perben elutasítsák az ellene hűtlen kezelés, bűnszövetség és az egyezségi dokumentumok csalárd végrehajtása miatt állítólagosan elkövetett bűncselekmény miatt indított eljárásokat. A Keralai Legfelsőbb Bíróság 2021 augusztusában úgy döntött, hogy George Alencherrynek bíróság elé kell állnia az ügyben. A bíróság úgy találta, hogy jelentős információt elhallgattak, és utasította a kormányt, hogy vizsgálja meg, hogy az eladásba belekerült-e állami földterület. A bíróság bírálta a rendőrséget is, amiért nem jegyzett be ügyet annak ellenére, hogy elegendő információ birtokában volt. 2021 szeptemberében a keralai kormány egy héttagú bizottságot hozott létre a földügyletekkel kapcsolatos ügyek kivizsgálására.

### Papok által hamisított dokumentumok
2019. május 19-én letartóztattak egy 24 éves férfit, mert állítólag dokumentumokat hamisított Alencherry ellen, ami után a szír-malabár egyházban vita tört ki, és a papok egy része tiltakozott a letartóztatás ellen. Az Ernakulam-Angamaly főegyházmegye három püspöke nyíltan kiállt a férfi letartóztatása ellen, azt állítva, hogy nem egy bűnöző és nem volt szerepe az okirat-hamisításban. A papok azt állították, hogy a férfi egy hívő, miközben gyakornokként dolgozott egy neves üzleti csoportnál Koccsiban, a cég számítógépes szerveréről készített egy képernyőképet olyan dokumentumokról, amelyeken állítólag Alencherry neve szerepelt, és ezt Tony Kalookaran egyházi pap tudomására hozta. A pap állítólag megosztotta azt egy másik pappal, aki állítólag benyújtotta azt a szír-malabár egyház szinódusának. A papok, köztük az Ernakulam-Angamaly főegyházmegye segédpüspökei, magas szintű vizsgálatot követeltek a hamisítási ügyben. A rendőrség közölte, hogy a dokumentumok, amelyek állítólag összekötik a szír-malabár egyházfőt egy magánbank számláival, hamisítványnak bizonyultak a nyomozás során. Elmondásuk szerint a bíboros nem vezetett semmilyen számlát az iratokban megnevezett bankban. A papok, köztük Jacob Manathodath püspök, akit Ferenc pápa 2018. június 22-én nevezett ki a főegyházmegye apostoli kormányzójává, sürgették a kormányt, hogy rendeljen el bírósági vizsgálatot az ügyben. Közben a rendőrség 2019. május 21-én Kallookarant is vádlottá tette az ügyben. Sebastian Adayanthrath és Jose Puthenveettil korábbi segédpüspökök is csatlakoztak Manathodath püspökhöz egy 2019. május 20-án tartott sajtótájékoztatón, hogy felemeljék a követelést. A rendőrség cáfolva az őrizetben elkövetett kínzással kapcsolatos vádakat, azt mondta, hogy „tudományos vizsgálatot” végeznek az ügyben.

### Szerelmi dszihád vita
2020 januárjában a katolikus templomokban a vasárnapi liturgiákon felolvasták az Alencherry által kiadott, a szerelmi dzsihádról szóló szinódus utáni körlevelet, a körlevélben azt állították, hogy a keresztény nőket célba veszik, beszervezik az Iszlám Államba, sőt meg is ölik őket. A körlevelet azonban Ernakulam kerületben sok templomban nem olvasták fel a hierarchiával fennálló viták miatt. Az egyház nyilatkozata bírálatokat váltott ki az egyház vezetői és hívei részéről. Reformerek bírálták az egyházat, amiért a vallások közötti esküvőket „szerelmi dzsihádnak” bélyegezte. Sok pap egyenesen kétségbe vonta a nyilatkozatok legitimitását. Olyan reformista csoportok, mint a Főegyházmegyei Mozgalom az Átláthatóságért, a Vallási Kizsákmányolás Elleni Tanács és a Közös Keresztény Tanács bírálták az egyházat, azt állítva, hogy az ilyen megjegyzésekkel el akarják terelni a figyelmet az egyház vezetőit ért korrupciós vádakról.